# 오차노미즈

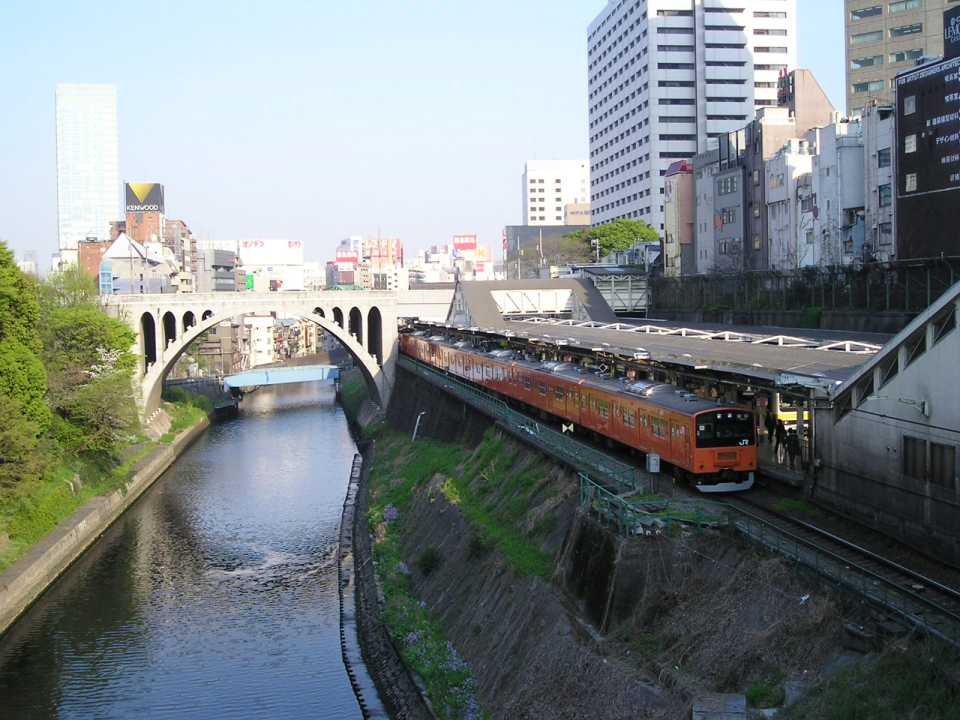
오차노미즈

오차노미즈(일본어: 御茶ノ水)는 일본 도쿄도 분쿄구 유시마에서 지요다구 간다에 이르기까지 간다스루가다이를 중심으로 한 일대의 지명이다.

## 개요
주변보다 높은 평평한 대지를 기반으로 중심부 동서축으로 간다가와(神田川)가 흐르고 이를 따라 동일본여객철도의 주오 본선이 놓여 있다.
에도 시대 이전에 북쪽의 혼고다이(本郷台)와 남쪽의 스루가다이(駿河台)를 합하여 간다 산(神田山)으로 불렀으나 에도 막부의 2대 쇼군 도쿠가와 히데타다가 잦은 수해를 예방하고자 하천 준설 사업을 벌여 지금과 같이 깊이 패인 하천이 남북을 나누는 형태가 되었다. 오차노미즈(御茶ノ水)는 쇼군에게 바치는 찻물이란 의미로, 하천 북쪽에 있던 사찰인 고린샤(高林寺) 경내를 흐르는 샘물을 히데타다에게 바치는 찻물로 이용한 것이 오늘날 오차노미즈라는 이름의 유래가 되었다. 히데타다는 아버지 이에야스가 사망한 뒤 처소를 후지산 경관이 좋은 이곳으로 옮겼고 그 뒤로 가신을 비롯한 여러 무가가 따라오게 되었다. 그 이후 이 일대는 무가의 저택들이 늘어선 부케야시키(武家屋敷) 지역이었다. 오차노미즈는 비슷한 의미를 지닌 "오차노타니"(お茶の谷, 찻물을 뜨는 계곡), "메이케이"(茗溪, 약수가 나는 계곡) 등으로도 불렸는데 이 이름들은 오늘날 쓰쿠바 대학의 동창회인 메이케이카이(茗渓会)와 같은 곳의 이름에 흔적이 남아 있다.
오늘날 오차노미즈 지역은 메이지 대학, 니혼 대학의 이공학부, 치의학부, 도쿄 의과치과대학, 쥰텐도 대학 등의 대학교와 전문학교를 비롯하여 각종 예비교, 학습숙과 같은 교육 시설이 들어서 일본 안에서 가장 학생들이 많이 있는 거리로 알려져 있다. 니혼대학병원, 산라쿠병원, 사사키연구소 등의 의료 시설도 많다.
오차노미즈는 도쿄의 중심 지역을 이루는 도쿄도 구부에서도 가장 가운데 지역에 위치하고 있어 가장 사람이 붐비는 번화가의 하나로 꼽힌다.
오차노미즈역에서 남쪽으로 뻗은 대로인 메이다이도리에는 악기 전문점이 밀집하여 있다. 아사쿠사에서 1935년에 창업한 다니구치 악기가 메이지 대학 주변의 학생가를 염두에 두고 1941년 이곳으로 이전한 것이 악기점 밀집의 시초였다고 한다. 제2차 세계 대전 이후 시모쿠라 악기가 일본에 주둔한 미군에서 흘러나온 악기를 취급하면서 악기점 거리로 발전하였다. 전후 합창과 공연 활동의 부흥을 꾀한 우다고에 운동, 포크송, 일렉 기타, 비주얼계 밴드 등이 이어지면서 악기 수요가 다양해지자 그에 따른 악기점의 수도 늘었다. 2022년 일본에서 방영된 애니메이션 《보치・자・로쿠!》(ぼっち・ざ・ろっく！, BOCCHI THE ROCK!)에서는 음악인들의 성지순례 장소로 소개된다.
남쪽의 간다진보초는 스포츠 용품점이 밀집하였고, 학생가와 가까운 오차노미즈 남쪽 지역인 진보초와 간다오가와마치에는 간다 고서점가가 형성되어 있다. 에도 지역의 진수신으로 여겨지는 간다 신사, 유시마 성당 등과 동방 정교회의 성당인 니콜라이 당과 같은 종교 시설들이 있는 문화지역이기도 하다.
오차노미즈는 각종 음식점이 모여 있는 곳이기도 하다. 특히 일본 카레가 유명하며 해 마다 간다 카레 그랑프리가 열린다. 오래된 카페도 많고 일본의 스타벅스 2호점이 들어섰다. 일본의 거품경제 시기에는 가장 땅값이 비싼 지역이였기도 하여서 2000년대 초 1 ㎡ 당 2,200만 엔의 지가를 기록하기도 하였다. 오차노미즈의 땅값은 버블 붕괴 이후 1 ㎡ 당 550만 엔까지 급락하였다.

## 갤러리
- 소토보리에서 보이는 도쿄 돔 호텔
- 일본 축구 박물관
- 악기점 거리
- 간다스다쵸의 노포 거리
- 노포 카페 거리
- 미츠이스미토모 해상화재보험 본사
- 도쿄 YWCA 회관
- 니혼 출판판매 본사
- 주오 대학 스르가다이 캠퍼스
- 니혼 대학 타워 스콜라
- 워터라스 본사
- 오차노미즈 솔라시티